# Dark Millennium
Dark Millennium – niemiecki zespół deathmetalowy, założony w 1989 roku. Zespół nagrał dwa albumy zanim się rozpadł. Pierwszy album w brzmieniu jest klasycznie death metalowy, drugi stylowo zbacza bardzo mocno w stronę gotyku.

## Muzycy

### Ostatni znany skład zespołu
- Christian Mertens – wokal
- Hilton Theissen – gitara
- Michael Burmann – gitara
- Klaus Pachura – gitara basowa
- Christoph Hesse – perkusja

### Byli członkowie zespołu
- Jörg Dinstuhler – gitara basowa na Ashore the Celestial Burden
- Markus Gabriel – gitara basowa na The Apocryphal Wisdom

## Dyskografia

### Albumy studyjne
- Ashore the Celestial Burden (1992)
- Diana Read Peace (1993)
- Midnight in the Void (2016)

### Dema
- The Apocryphal Wisdom (1991)
- Of Sceptre Their Ashes May Be (1992)
- Promo - Advancetape '93 (1993)

### Kompilacje
- Out of the Past (2015)